# Kumbhaka
Kumbhaka hace referencia a la retención de la respiración durante las prácticas de yoga. Durante kumbhaka el cuerpo se mantiene inmóvil sin realizar inhalaciones o exhalaciones. Puede ser parte de los ejercicios pranayama de manera voluntaria (Sahita kumbhaka) o surgir de manera espontánea durante la meditación (Kevala kumbhaka). 

## Etimología
Kumbhaka se origina de la palabra en sánscrito kumbha (en sánscrito: कुम्भ, AITS: khumba), que significa 'recipiente'.

## Tipos

### Sahita kumbhaka
Sahita kumbhaka se relaciona con las inhalaciones y exhalaciones en las diferentes técnicas de pranayama. En este sentido, kumbhaka es uno de los tres componentes de los ejercicios de respiración junto a pūraka (inhalación) y recaka (exhalación). En los pranayama, se distinguen dos tipos de kumbhaka:
- Antara kumbhaka, es la retención interna en la respiración
- Bahir kumbhaka, es la retención externa en la respiración

Ambas retenciones se asocian con la práctica de Mula bandha.
Existe otra forma de categorizar las retenciones de Sahita kumbhaka en función a la repetición o no de un Bija mantra (en AITS: bīja mantra; estas sílabas semilla son: Lam, Vam Ram, Yam, Ham, Ksham y Om). En el caso de repetir un Bija mantra mientras se realiza kumbhaka, a esto se le llama 'Sagarbha'. Cuando no se realiza el mantra se llama 'Nigarbha'.
La práctica de Sahita kumbhaka eventualmente lleva a Kevala kumbhaka.

### Kevala kumbhaka
Kevala kumbhaka hace referencia a la retención espontánea de la respiración. En otras palabras, ocurre una detención espontánea de las inhalaciones y exhalaciones durante la meditación. Es considerado un estado avanzado de pranayama que ocurren en meditaciones profundas.
En el Yoga-tattva-upaniṣad, se menciona que:

El adepto en yoga deberá abandonar la comida perjudicial para la práctica del yoga. Debería renunciar a la sal, la mostaza, las cosas agrias, el picante o los alimentos amargos, la asafétida, las mujeres, emaciación del cuerpo por ayunos, etc. Durante las primeras etapas de la práctica, se prescribe la leche y el ghee; también los alimentos compuestos por trigo, pulso verde y arroz rojo. Se dice que favorecen el avance. Entonces podrá retener el aliento todo el tiempo que quiera. Por lo tanto, al retener la respiración todo el tiempo que quiera, se alcanza Kevala-Kumbhaka (interrupción de la respiración sin inhalación y exhalación). Cuando se llega a Kevala-Kumbhaka y, por lo tanto, se prescinde de las inhalaciones y las exhalaciones, no hay nada inalcanzable en los tres mundos para esta persona.
Practical Lessons in Yoga (1967) por Swami Sivananda.

En el capítulo 5 verso 89 del Gheranda-samjita, se menciona que cuando el adepto logra establecer «la conexión del aire con el cuerpo, es decir, cuando el aire se estabiliza en el cuerpo» se logra Kevala kumbhaka. El surgimiento espontáneo de Kevala kumbhaka y Kechari mudra, indican la purificación de los 72 000 nadis, los tres granthis (Brahma, Vishnu, Siva), los 5 chakras primarios (muladhara, svadhishthana, manipura, anahata, vishudda) y el despertar de los siddhis.
El capítulo 3 verso 39 del Shiva-samjita, menciona que «cuando el yogui puede, por su voluntad, regular el aire y detener la respiración (en el momento y duración que decida), entonces ciertamente ha tenido éxito en kumbhaka, y del éxito solo en kumbhaka, ¿qué cosas no puede lograr ahora el yogui».